# イヴァーニウカ (オブーヒウ地区)
イヴァーニウカ （ウクライナ語：Іва́нівка；意訳：「イヴァンの村」）は、ウクライナのキーウ州オブーヒウ地区にある村。面積は約4.7km²（2005年）。人口は1,634人（2005年）。古名はヤーキウカ（Яківка；意訳「ヤーキウの村」）。
2020年7月まではボフスラーウ地区に属していたが、ウクライナ最高議会による地方自治体の行政区画改革によってボフスラーウ地区が廃止されたことに伴い、イヴァーニウカはオブーヒウ地区へ編入された。